# فورت مورگان (کلرادو)
فورت مورگان (به انگلیسی: Fort Morgan) شهری در ایالت کلرادو کشور ایالات متحده آمریکا است که جمعیت آن در سرشماری سال ۲۰۱۰ میلادی، ۱۱٬۳۱۵ نفر بوده‌است.